# Isohypsibius rugosus
Isohypsibius rugosus är en djurart som tillhör fylumet trögkrypare, och som beskrevs av Guidi och Heinrich Emanuel Grabowski 1996. Isohypsibius rugosus ingår i släktet Isohypsibius och familjen Hypsibiidae. Inga underarter finns listade i Catalogue of Life.